# Realizm (stosunki międzynarodowe)
Realizm – jedna z perspektyw teoretycznych w badaniu stosunków międzynarodowych. Nowoczesny realizm rozwinął się po II wojnie światowej. Jego źródeł i tradycji można szukać już w pracach m.in. Tukidydesa, Hobbesa i Machiavellego. Głównymi teoretykami powojennego realizmu są: Edward Carr, Hans Morgenthau, Reinhold Niebuhr i Kenneth Waltz. W obrębie realizmu wyróżnia się rozmaite nurty, takie jak: klasyczny realizm, realizm strukturalny lub neorealizm, realizm liberalny (szkoła angielska). 
Głównymi założeniami klasycznego realizmu są: prymat państwa jako podmiotu w stosunkach międzynarodowych; ograniczona lub żadna rola moralności w stosunkach między państwami; analiza oparta na pomiarze siły poszczególnych państw. Istotnym elementem teorii realistycznej jest też przekonanie o interesie narodowym jako nadrzędnym celu, do jakiego dążą elity polityczne suwerennych państw. Według zwolenników tej teorii, prowadzi to nieuchronnie do antagonizmu w celach różnych państw narodowych, co uniemożliwia realizowanie tych interesów za pośrednictwem uniwersalnych globalnych organizacji. W związku z tym, że dostęp do dóbr, o które rywalizują państwa, jest ograniczony dochodzi do konfliktów między nimi, a jedyną drogą by ich uniknąć ma być dążenie do stanu równowagi sił (starają się ją ustanowić państwa działając samodzielnie, a w przypadku państw o podobnej kulturze i ideologii jako narzędzia utrzymywania stanu równowagi realizm nie wyklucza całkowicie roli sojuszów i dyplomacji). Zgodnie z założeniami tej koncepcji tylko w takich warunkach państwa zaniechają wzajemnego konfliktu w obawie przed odwetem i jego konsekwencjami.
Przedstawicielami realizmu klasycznego są Reinhold Niebuhr i Hans Morgenthau. Neibuhr przedstawia rozwój człowieka jako walkę między dziećmi światła (siły demokratyczne) a dziećmi ciemności (siły totalitarne). Człowiek jest niedoskonały, a dzieci światła optymistyczne wręcz "naiwne". Podczas walki dzieci światła nabiorą pewnych cech, siły i wiedzy dzieci ciemności. Dążenie do maksymalnej potęgi prowadzi do moralnej dwuznaczności i imperializmu. Morgenthau wywarł największy wpływ na całe pokolenia teoretyków i praktyków stosunków międzynarodowych, zwłaszcza w USA. Historia myśli politycznej to nieprzerwana walka między 2 nurtami stosunków międzynarodowych: realizmem i idealizmem.
Morgenthau przedstawił 6 słynnych zasad, które stały się fundamentami szkoły realistów: 
1. polityka rządzi się obiektywnymi prawami, które mają korzenie w naturze ludzkiej,
2. motywy i ideologiczne wybory nie są kryteriami oceny działań w polityce, polityka jest autonomiczną dziedziną nauki, gdzie liczą się skutki działania,
3. interesy polityczne zmieniają się od kontekstu politycznego i kulturowego, dlatego powinny być stale kontrolowane,
4. napięcie między zasadami moralnymi a wymogami sukcesu akcji politycznej, zasady moralne powinny być odczytywane w konkretnych okolicznościach miejsca i czasu, a nie stosowane bezpośrednio, przywódca polityczny powinien kierować się tylko interesem swego państwa,
5. państwa przedstawiają swoje aspiracje, cele i działania w taki sposób, aby wykazać ich zgodność z uniwersalnymi zasadami moralnymi,
6. realizm polityczny różni się od innych szkół stosunków międzynarodowych[3].

Dominacja realizmu w badaniu stosunków międzynarodowych osłabła nieco na skutek krytyki związanej m.in. z przemianami początku lat dziewięćdziesiątych. Zdaniem krytyków realizmu (np. przedstawicieli tzw. liberalnego instytucjonalizmu, czy zwolenników koncepcji transnarodowej) realizm nie dostarcza wyczerpującego wyjaśnienia tego i innych fenomenów z powodu braku narzędzi analizy np. międzynarodowej współpracy.